# Fortaleza de Fenestrelle

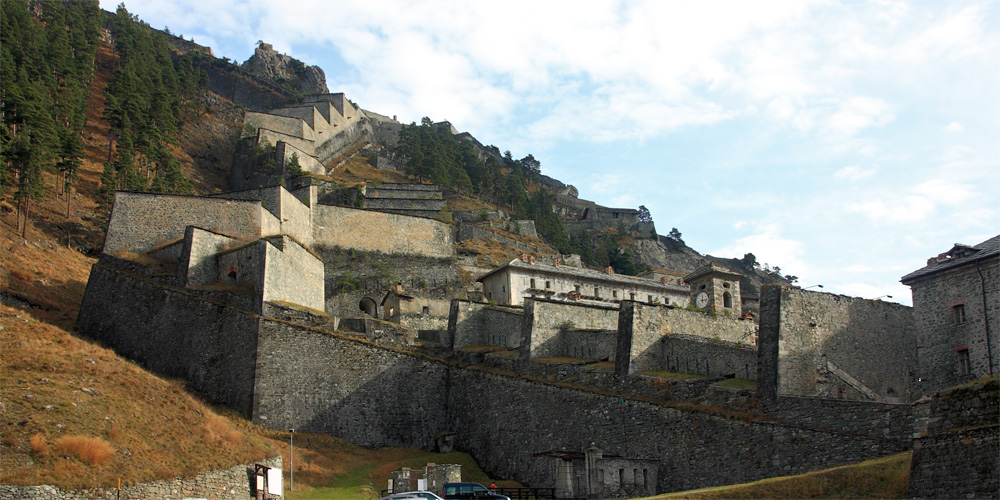
Vista de la fortaleza de Fenestrelle

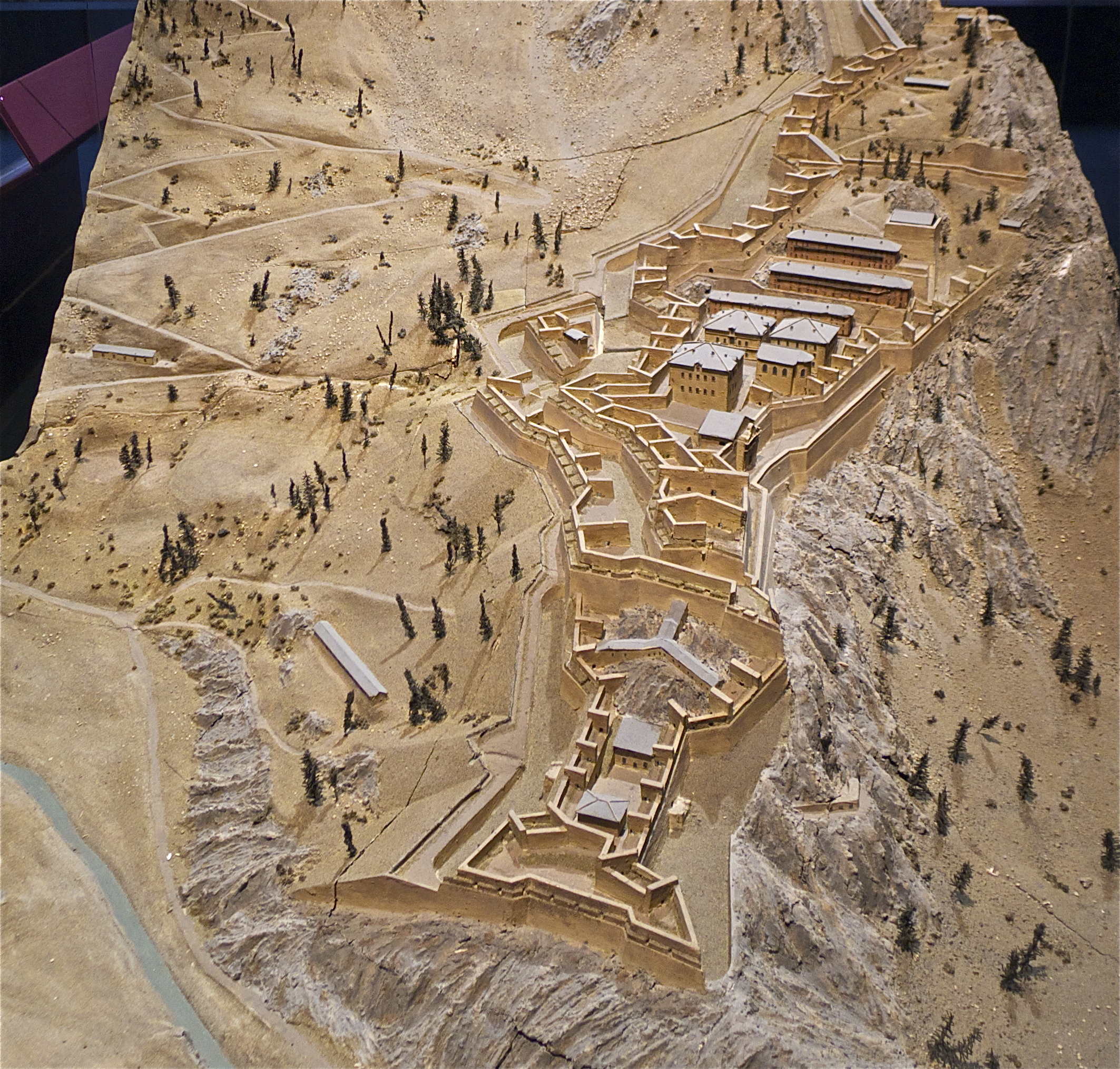
Maqueta de la fortaleza de Fenestrelle

La fortaleza de Fenestrelle (del italiano: Fortezza di Fenestrelle o  Forte di Fenestrelle) en la provincia de Turín, en Piamonte, Italia, es la fortaleza más grande de Europa y, después de la Gran Muralla China, la segunda mayor construcción defensiva. Consiste en las tres fortalezas de San Carlo, Tre Denti y Delle Valli, construidas entre 1728 y 1850, que están conectadas por un túnel y una escalera cubierta de unos 4.000 peldaños en su interior.